# Exeter House
Exeter House era un edificio che sorgeva in Exeter Street, a Derby, fino al 1854. La casa sembra essere stata la più grande residenza a Derby e ha subito diverse fasi di rimodellamento. Nel 1935 sul sito venne costruita la Derby Magistrate Courts, chiusa nel 2004 e dell'attuale edificio il destino non è ancora deciso dal consiglio comunale.
In questo luogo, durante l'insurrezione giacobita del 1745, il pretendente Carlo Edoardo Stuart, detto Bonnie Prince Charlie, prese la propria residenza e tenne il suo consiglio di guerra dirigendosi verso Londra: qui prese la decisione di tornare in Scozia. Quando il principe Carlo Edoardo la occupò, la casa era di proprietà dell'ottavo conte di Exeter che, pur essendo un conservatore, dovette poi essere stato in profondo imbarazzo per l'associazione tra la sua casa e la ribellione, tanto che poco dopo cedette la proprietà al suocero del futuro filantropo Jedediah Strutt.
Di seguito è riportato un estratto dalla Storia di Derby di Stephen Glover (1843):
(Stephen Glover, History of Derby, 1843)

## La stanza diBonnie Prince Charlie
La stanza dove il principe prese la sua decisione era rivestita in pannelli di quercia risalenti probabilmente ad una ristrutturazione circa del 1710, e si affacciava sul Derwent. Questa pannellatura è fondamentalmente legata alla storia del Derby Museum and Art Gallery. Exeter House, allora di proprietà di William Mousley, due volte sindaco di Derby, era diventata troppo grande per la manutenzione, e il suo sito ostacolava i piani per lo sviluppo dell'Exeter Bridge. In attesa della demolizione, il rivestimento avrebbe dovuto essere venduto ad acquirenti diversi, frammentandone l'interezza. Nel Derby Museum esiste una lettera che attesta come vari notabili locali, comprese Michael Thomas Bass, il conte di Chesterfield, e William Bemrose, si mossero assieme per salvare il rivestimento. William Mousley abbandonò l'idea della vendita davanti all'impegno e alla convinzione che era necessario mantenere il prezioso cimelio storico nel Derby.
Tenuti i pannelli nelle cantine della Derby Assembly Rooms fino al 1879, il rivestimento fu in quell'anno installato fedelmente nel nuovo Derby Free Library and Museum, opera di Michael Thomas Bass. La conservazione del rivestimento originale portò ad altre donazioni di oggetti collegati all'avvenimento al Museo: il Conte Stanhope di Chesterfield donò una bella medaglia, per esempio, ancora oggi visibili nel Museo. Tutto questo arrivò all'attenzione anche della regina Vittoria, che nel 1873 gentilmente inviò al Museo una lettera autografa del principe Carlo Edoardo, completa di sigillo e di firma, proveniente dalla propria collezione privata.
Con il nome di "Camera di Bonnie principe Charlie" è in mostra dal 1995.